# César Farías
Pour les articles homonymes, voir Farías.
César Alejandro Farías Acosta, né le 7 mars 1973 à Cumaná au Venezuela, est un entraîneur de football vénézuélien.

## Biographie
Il est sélectionneur de l'équipe du Venezuela entre 2007 et le 30 novembre 2013. En 2009, il prend en charge la sélection vénézuélienne des moins de 20 ans à la coupe du monde des moins de 20 ans 2009 et au championnat des moins de 20 ans de la CONMEBOL 2009.
Le 3 décembre 2013, il est nommé entraîneur du Club Tijuana.

## Palmarès

### Club
Nueva Cádiz
- Segunda División (Venezuela) : 1998

### International
Venezuela -20 ans
- Copa Gobernación del Zulia : 2009
- Tournoi de jeunes de L'Alcúdia : Finaliste 2009

### Individuel
- Tournoi de jeunes de L'Alcúdia : Meilleur entraîneur